# Tholine

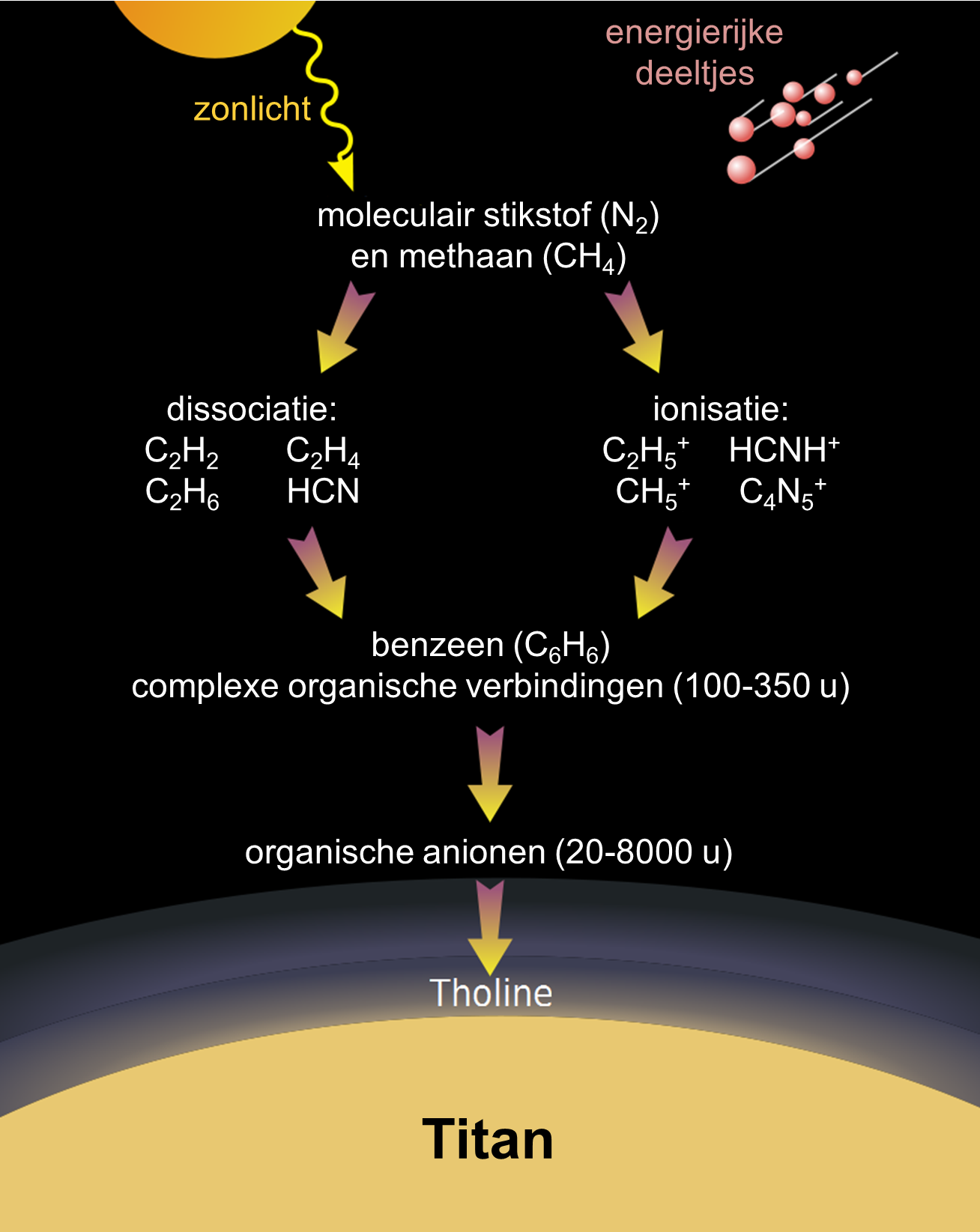
Vorming van tholines op Titan.

Tholine (naar het Oudgriekse θολός, tholós, troebel) is de benaming die door astronoom Carl Sagan werd ingevoerd voor een klasse van nauw verwante organische verbindingen, meer bepaald roodbruine copolymeren, die zich in de buitenste manen en planeten van het zonnestelsel bevinden. Zij worden gevormd uit eenvoudige organische verbindingen zoals methaan of ethaan, onder invloed van de ultraviolette straling van de Zon of hoogenergetische deeltjes (bijvoorbeeld kosmische straling).
Op de manen Triton en Titan verbinden stikstofgas en methaan zich tot tholines onder invloed van zonlicht. De atmosfeer van Triton bevat 99,9% stikstof en 0,1% methaan. De atmosfeer van Titan bevat 98,4% stikstof en 1,6% methaan. De oranjerode kleur van de atmosfeer van Titan wordt wellicht veroorzaakt door de aanwezigheid van tholines. De Near Infrared Camera and Multi-Object Spectrometer van de Hubbletelescoop heeft tholines waargenomen in de protoplanetaire schijf bij de amper 8 miljoen jaar oude dubbelster HR 4796, op 237 lichtjaar afstand van de Zon.
Ook op Charon, de maan van Pluto, komen tholines voor aan de noordpool. Dit werd duidelijk door de waarnemingen van de sonde New Horizons die in 2015 langs de dwergplanet vloog.
In het Miller-Urey-experiment zijn ook tholines gevonden. Tholines zouden aan de basis van het leven kunnen liggen.